# Hanácký župní přebor 2001/2002
V soubojích 11. ročníku Hanáckého župního přeboru 2001/02 (jedna ze skupin 5. fotbalové ligy) se utkalo 16 týmů každý s každým dvoukolovým systémem podzim–jaro. Tento ročník začal v srpnu 2001 a skončil v červnu 2002.
Jednalo se o zatím poslední ročník Hanáckého župního přeboru. Po sezoně došlo k reorganizaci soutěží (župy → kraje) a v dalším ročníku se hrál již Přebor Olomouckého kraje.

## Nové týmy v sezoně 2001/02
- Z Divize E 2000/01 sestoupila do Hanáckého župního přeboru mužstva TJ Lokomotiva-Pramet Šumperk a FC Slavoj Bruntál, z Divize D 2000/01 žádné mužstvo.
- Ze skupin I. A třídy Hanácké župy 2000/01 postoupila mužstva SK Králová 1954 a TJ Sokol Konice.

## Konečná tabulka
Zdroj: 
| Poř. | Tým                           | Z  | V  | R | P  | VG | OG | B  |
| ---- | ----------------------------- | -- | -- | - | -- | -- | -- | -- |
| 1.   | Spartak VTJ Lipník nad Bečvou | 30 | 23 | 3 | 4  | 82 | 19 | 72 |
| 2.   | FK Hlubočky                   | 30 | 17 | 8 | 5  | 56 | 24 | 59 |
| 3.   | FC Kralice na Hané            | 30 | 15 | 7 | 8  | 49 | 38 | 52 |
| 4.   | FC Dolany                     | 30 | 15 | 3 | 12 | 59 | 53 | 48 |
| 5.   | SK Králová 1954 (N)           | 30 | 14 | 5 | 11 | 68 | 43 | 47 |
| 6.   | TJ FK Ruda nad Moravou        | 30 | 12 | 7 | 11 | 41 | 38 | 43 |
| 7.   | TJ Sokol Protivanov           | 30 | 12 | 7 | 11 | 42 | 47 | 43 |
| 8.   | FK Šternberk                  | 30 | 12 | 6 | 12 | 48 | 50 | 42 |
| 9.   | TJ Sokol Konice (N)           | 30 | 11 | 5 | 14 | 46 | 54 | 38 |
| 10.  | SK Bělkovice-Lašťany          | 30 | 9  | 9 | 12 | 34 | 49 | 36 |
| 11.  | TJ Tatran Litovel             | 30 | 10 | 5 | 15 | 40 | 62 | 35 |
| 12.  | FK Jeseník                    | 30 | 8  | 9 | 13 | 33 | 42 | 33 |
| 13.  | FC Slavoj Bruntál (S)         | 30 | 8  | 9 | 13 | 43 | 57 | 33 |
| 14.  | TJ Tatran Supíkovice          | 30 | 8  | 7 | 15 | 39 | 60 | 31 |
| 15.  | FK SAN-JV Šumperk (S)         | 30 | 7  | 8 | 15 | 31 | 49 | 29 |
| 16.  | TJ Sokol II Prostějov         | 30 | 8  | 4 | 18 | 29 | 55 | 28 |

Poznámky:
- Z = Odehrané zápasy; V = Vítězství; R = Remízy; P = Prohry; VG = Vstřelené góly; OG = Obdržené góly; B = Body; (S) = Mužstvo sestoupivší z vyšší soutěže; (N) = Mužstvo postoupivší z nižší soutěže (nováček)

|  | Postup do Divize E 2002/03                                |
|  | Přechod do Přeboru Moravskoslezského kraje 2002/03        |
|  | Přihláška do I. A třídy Olomouckého kraje – sk. A 2002/03 |
|  | Sestup do I. A třídy Olomouckého kraje – sk. B 2002/03    |